# Rinka
Rinka es una cascada en el valle de Logar, en el Municipio de Solčava en el país europeo de Eslovenia. Es una fuente del río Savinja. Se le ha declarado como un patrimonio natural.
Rinka es una de las cascadas más bellas y más conocidas en Eslovenia. También es un popular destino turístico. Es la más alta de los 20 saltos de agua en el Valle de Logar. Es visitado en todas las estaciones del año. En el invierno es popular entre los escaladores de hielo. La mejor vista de la cascada es desde la silla Kamnik (Kamniško sedlo).